# The Undead
The Undead er et amerikansk punkband, dannet 1980 i New Milford, hvor alle medlemmerne er født og vokset op. Medlemmerne er Bobby Steele (vokal og guitar), der tidligere har spillet i The Misfits, Chris "Jack" Natz (bas) og Patrick Blanck (trommer).
Bandet er mest kendt for at konkurrere med Slipknot, og for at bandets medlemmer bærer maske.[kilde mangler] Bandet er blevet sammenlignet med Slipknot, selvom Slipknot er heavy metal og ikke en blanding af rap og metal (rapmetal). Det er tit sådan, at hvis man kender The Undead, kender man også Slipknot.[kilde mangler]
Bandets mest kendte sang er sangen Undead.[kilde mangler]
The Undeads sangere hedder: J-dog, Charlie Scene, Johnny three tears (også kendt som J3T, Funny man og deuce, (også kendt som "the producer"). Funny man er fra Mexico og er meget vild med filmfiguren King Kong, som han har tatoveret på hans arm.[kilde mangler]

## Udkommet
- Never Say Die (1986) – LP
- Never Say Die (1987) – Cassette
- Act Your Rage (1989) – LP, Cassette
- Dawn Of The Undead (1991) – LP, CD, Cassette
- Live Slayer (1992) – LP, CD, Cassette
- The Undead (1995) – Cassette
- Til Death (1998) – LP, CD
- Dawn Of The Undead (Remastered) (2006) – CD
- Still the Undead After All These Years (2007) – CD
- 12 Hits From Hell – Uncovered" (2007) – Digital
- ' '"Bobby" (2009) – CD af "Bobby Steele"

| Musikgruppe | Spire Denne artikel om en amerikansk musikgruppe er en spire som bør udbygges. Du er velkommen til at hjælpe Wikipedia ved at udvide den. |